# Arboretum d'Åkeshov
L'arboretum d'Åkeshov (en suédois : Åkeshovs arboretum) est un arboretum dans le quartier d'Åkeshov dans l'ouest de Stockholm en Suède. 

## Description
L'Arboretum d'Åkeshov a été créé lors de l'année 1998 ou Stockholm fut la Capitale européenne de la culture.
Il s'agit d'une zone rectangulaire près de la station de métro Åkeshov, du château d'Åkeshov (sv) et de la réserve naturelle de Judarskogen (sv), à environ 100 mètres à l'ouest du château à côté de la ligne de métro avec un chenil sur le côté sud.
L'Arboretum d'Åkeshov est un parc éducatif conçu par LAND Architecture. 
Il dispose d'une passerelle sinueuse qui traverse le parc en direction de la réserve naturelle de Judarskogen. 
Avec la végétation du sol et les matériaux du sol, les arbres créent six zones différentes. 
Les différentes zones du parc sont Björkbrynet (A), Ängen (B), Boksalen (C), Körsbärslunden (D), Lövskogen (E) et Coniferousskogen (F). Chaque espèce d'arbre est représentée par un signe décrivant le nom suédois et latin, la famille et l'origine de l'espèce.
Le parc est entièrement créé et composé de manière artificielle, contrairement à la croissance spontanée de la végétation de la forêt dans divers biotopes et types d'habitats. 
Un lieu de rassemblement avec abri contre la pluie est situé au centre du parc pour les groupes.

## Galerie

plantes du parc
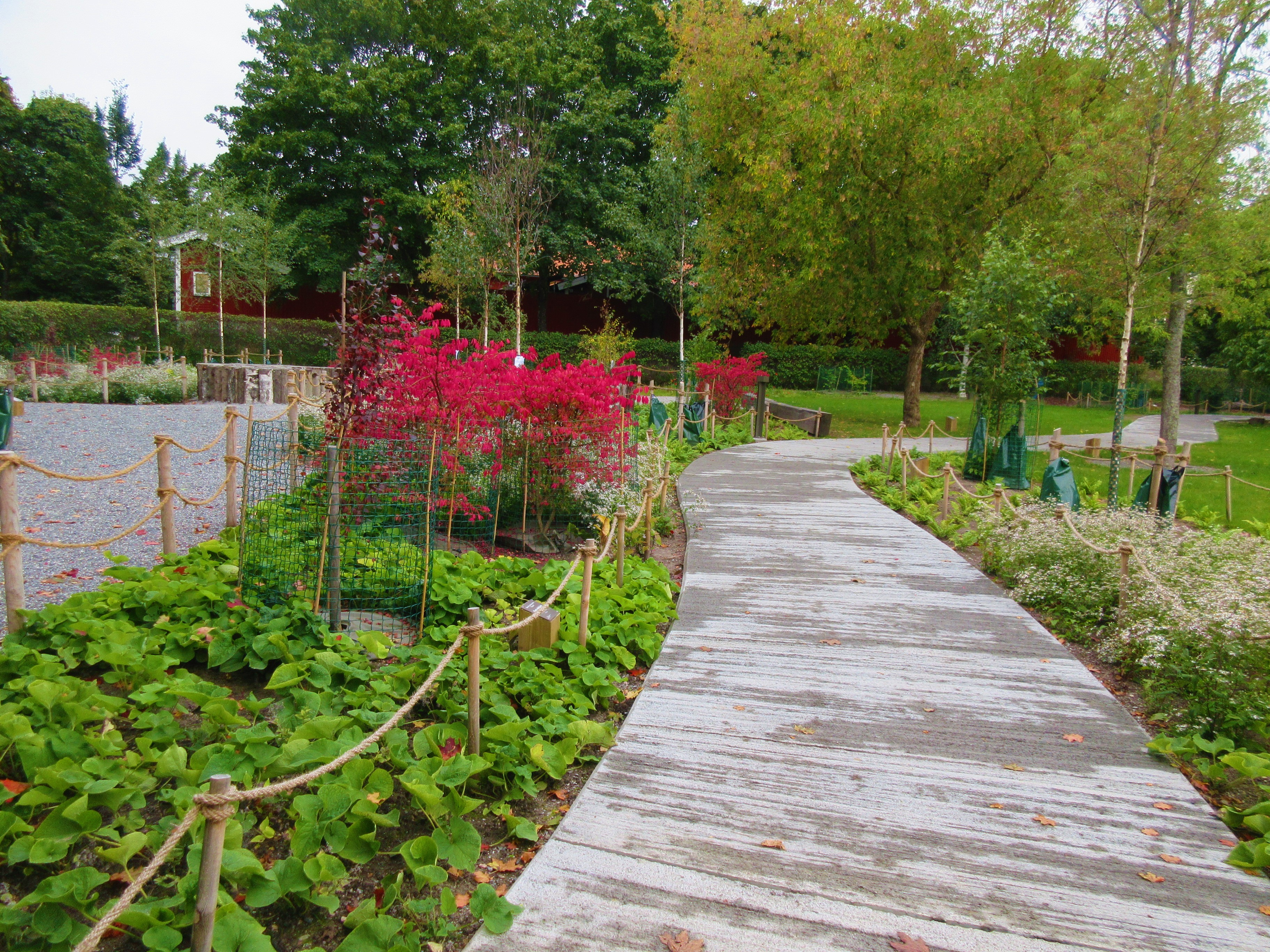
Sentier pédestre sinueux à Björkbrynet.
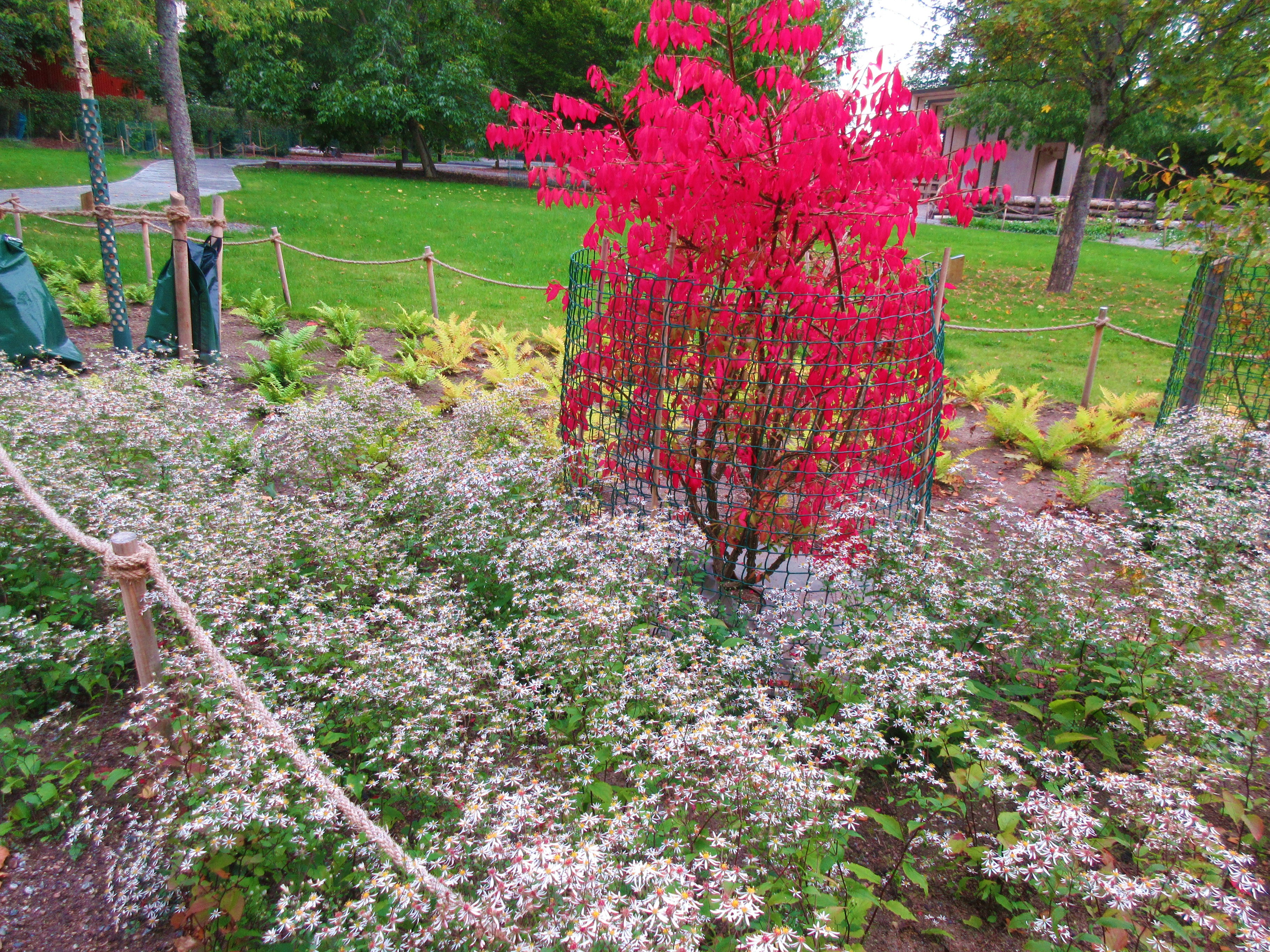
La végétation à Ängen.
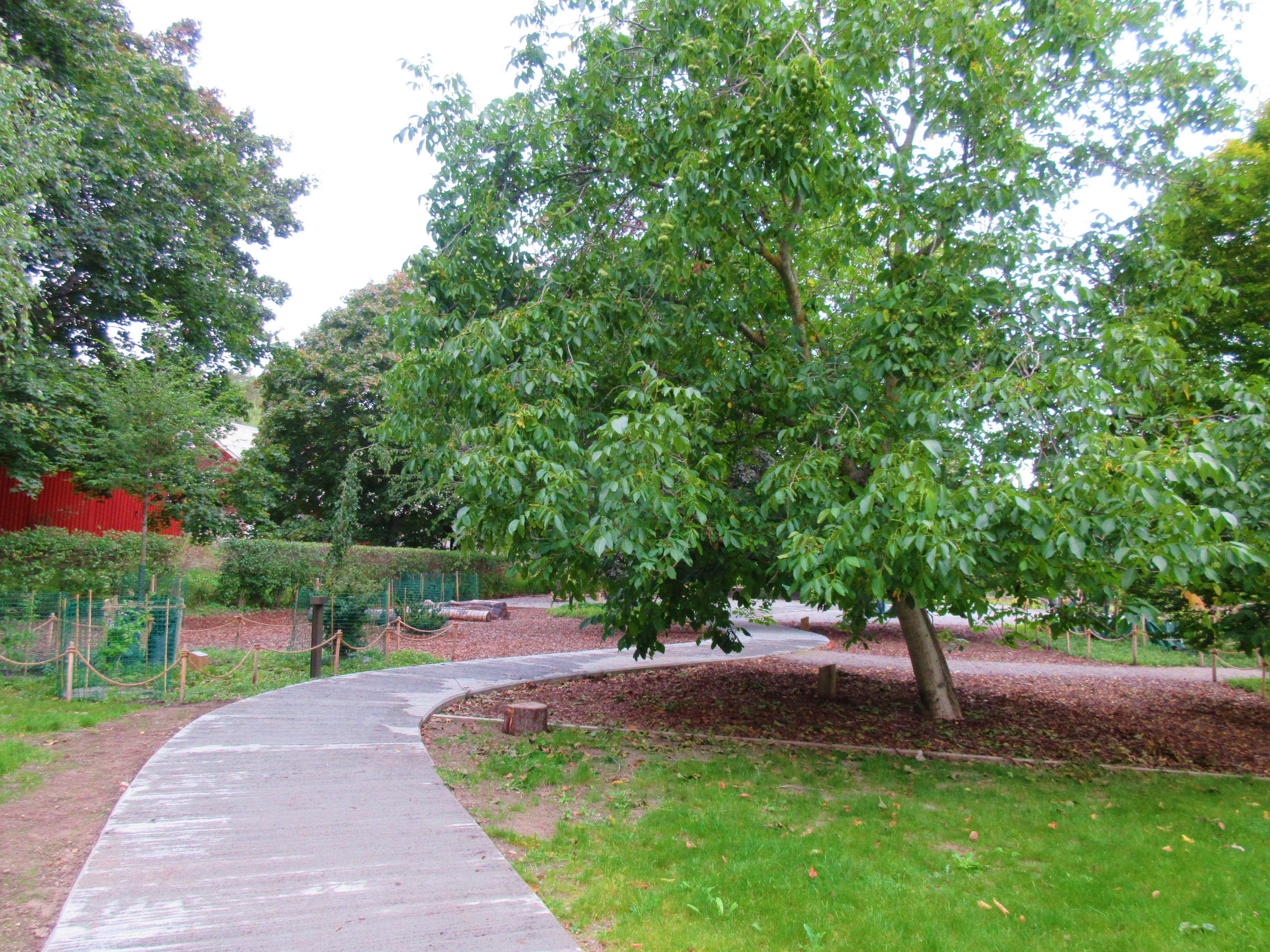
Noyers à Boksalen.
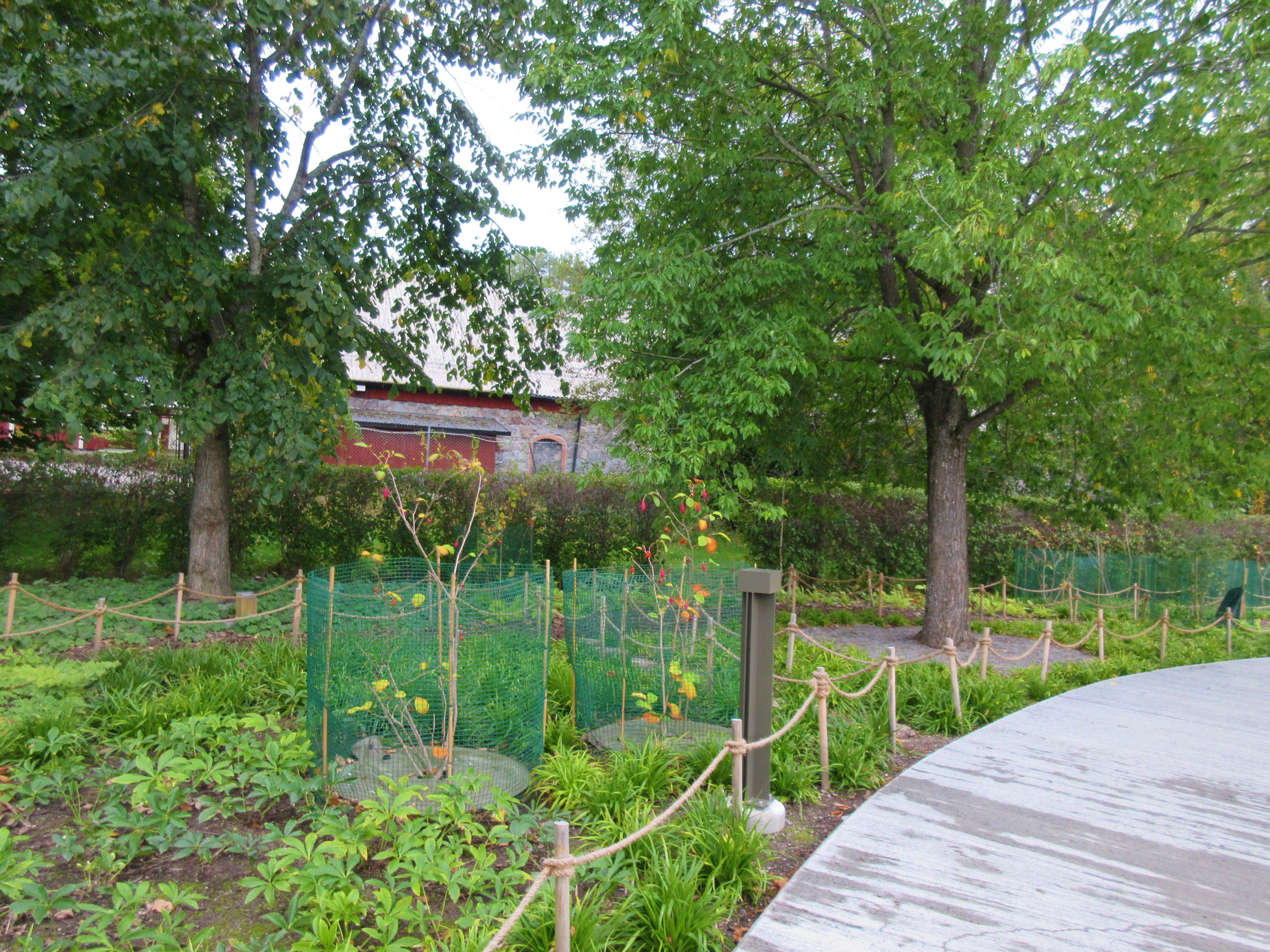
Körsbärslunden.
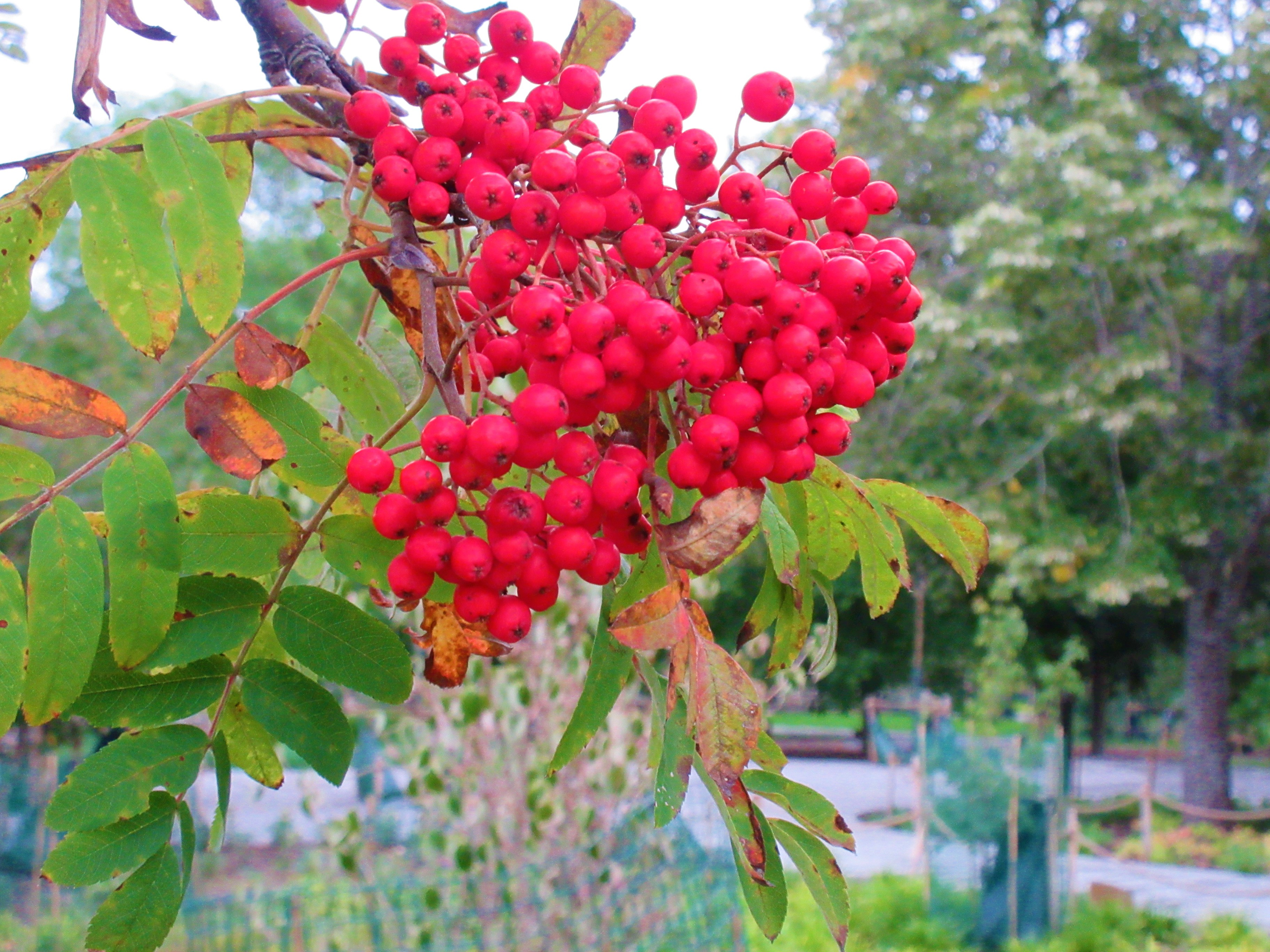
Sorbier à Lövskogen.

équipement
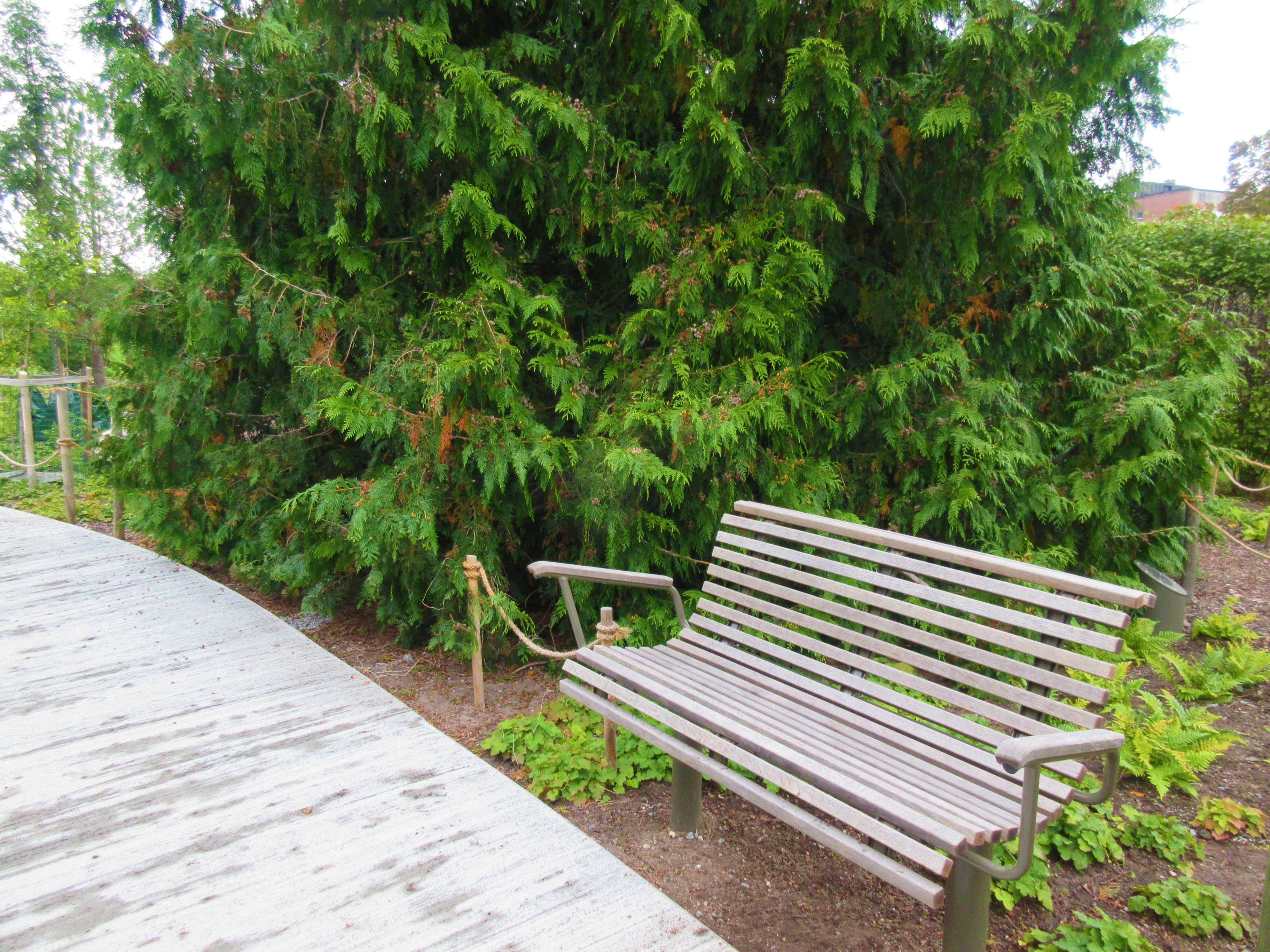
banc de parc Stockholm Sofa et conifères Barrskogen.
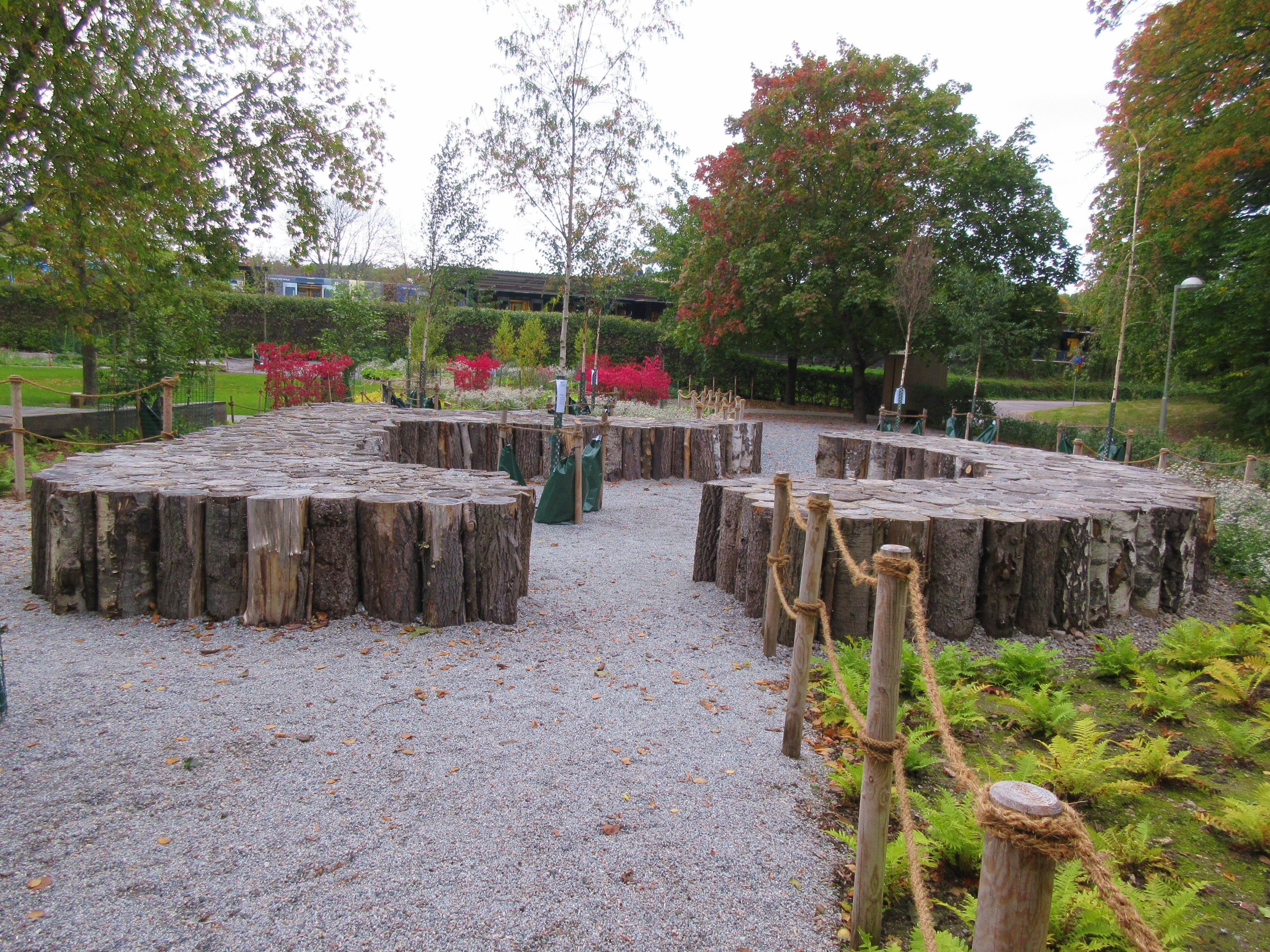
Des rondins qui servent de bancs à Björkbrynet.m
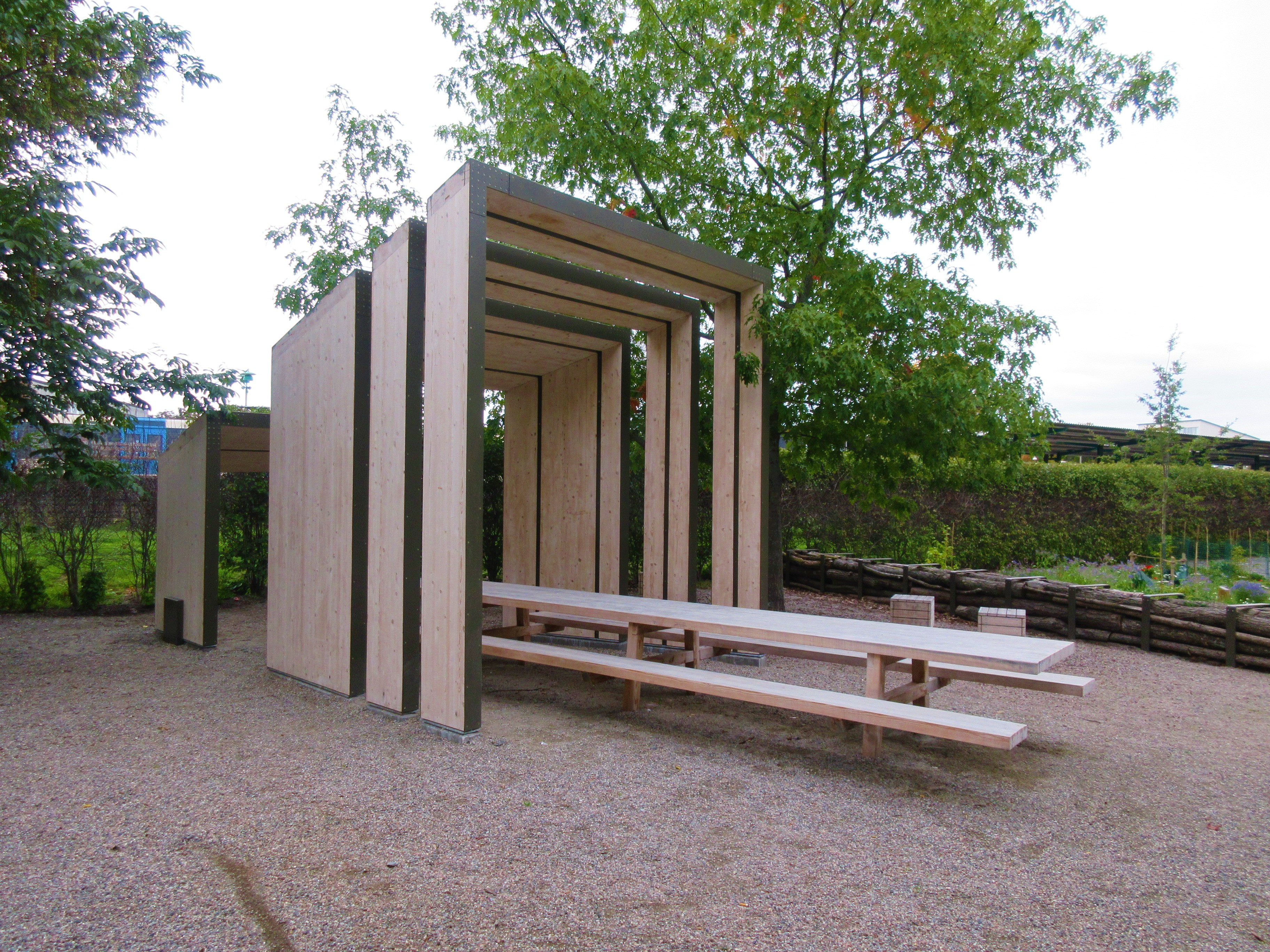
Lieu de rassemblement à Boksalen.
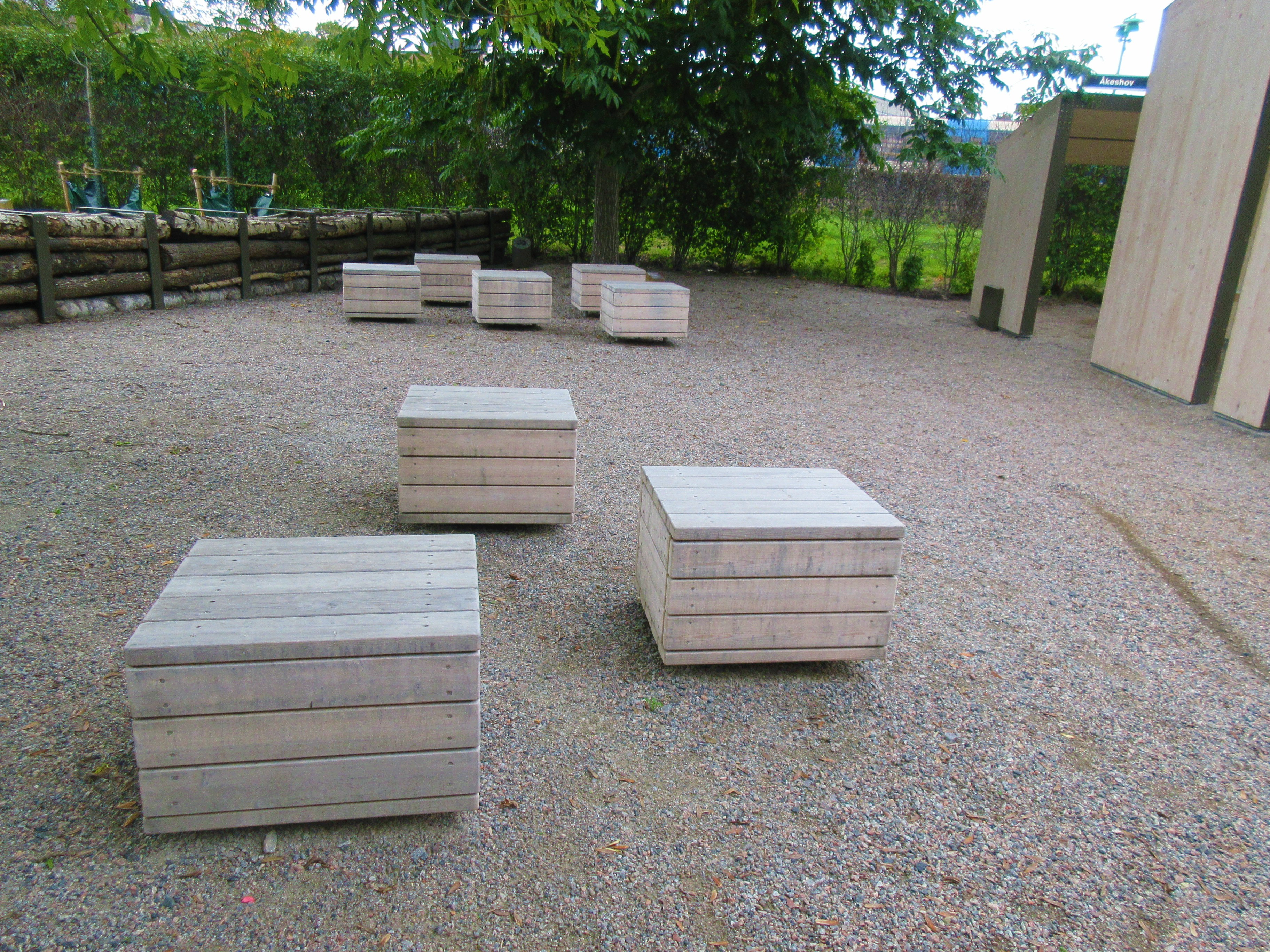
Bancs en bois à Boksalen.
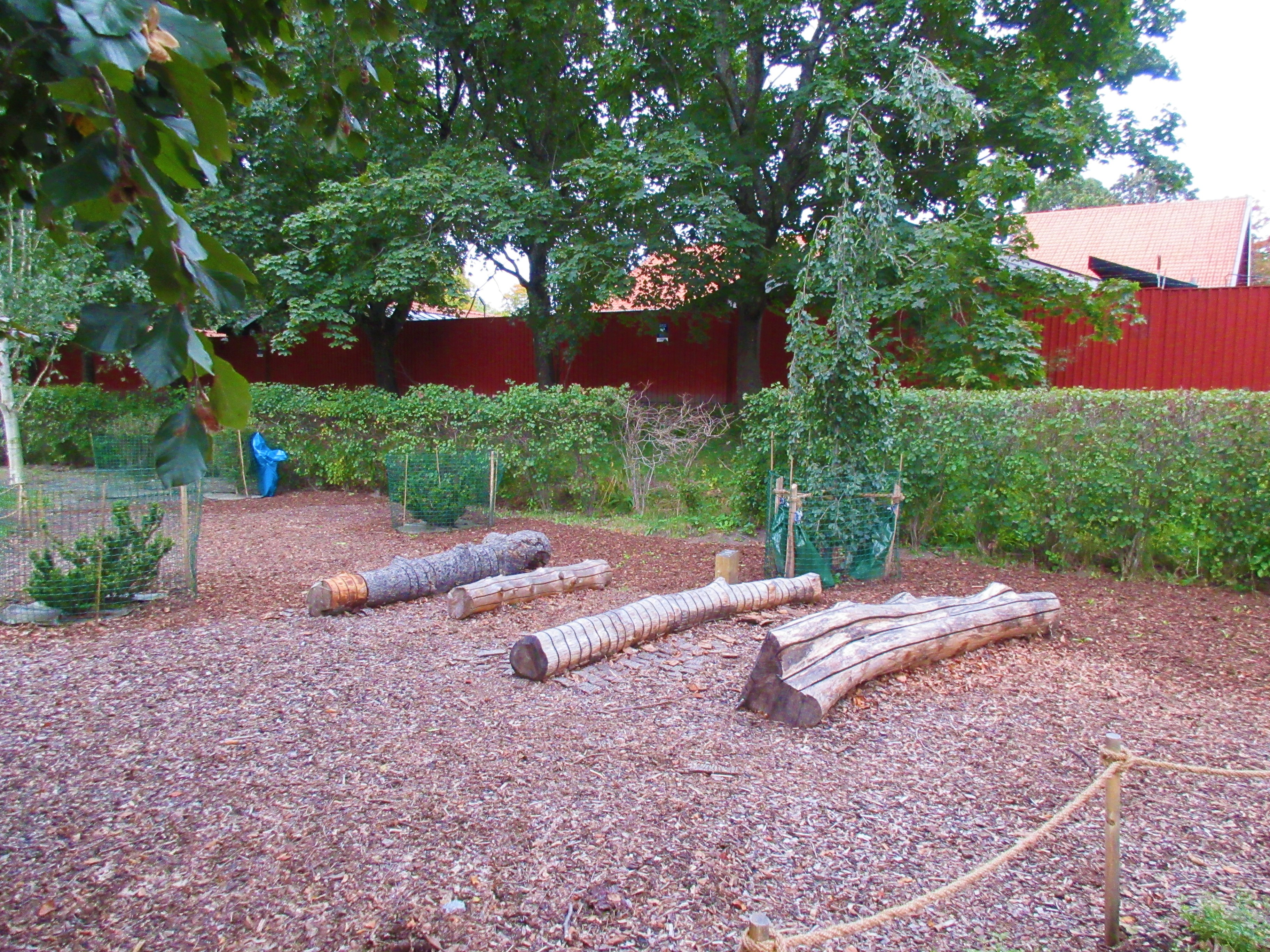
Bois mort à Boksalen.